# Пауль Галланд
Пауль Галланд (нім. Paul Galland; 3 листопада 1919, Вестергольт — 30 жовтня 1942, Велика Британія) — німецький льотчик-винищувач, лейтенант люфтваффе. Був відомий під прізвиськами Паулінхен, Пауліна та ПҐ.

## Біографія
Наймолодший з чотирьох братів Галланд. В лютому 1941 року, після закінчення авіаційного училища, зарахований у 26-ту винищувальну ескадру, служив у 8-й ескадрильї. З квітня 1941 року — командир 2-ї групи своєї ескадри. 6 липня 1941 року здобув свою першу перемогу, збивши британський винищувач Supermarine Spitfire. 3 травня 1942 року кількість повітряних перемог Галланда досягла 10. 31 жовтня 1942 року, під час рейду на Кентербері, літак Галланда (Focke-Wulf Fw 190, бортовий номер 2402) був збитий британським винищувачем і Галланд загинув.
Всього за час бойових дій Галланд здійснив 107 бойових вильотів і збив 17 ворожих літаків.

## Нагороди
- Нагрудний знак пілота
- Залізний хрест 2-го і 1-го класу
- Авіаційна планка винищувача в сріблі
- Почесний Кубок Люфтваффе (2 грудня 1942; посмертно)

## Див.також
- Адольф Галланд
- Вільгельм-Фердинанд Галланд
- Фріц Галланд